# پوتوس (گیاه)
پتوس سرده ای از گیاهان گلدار از خانواده Araceae (قبیله Potheae) است. بومی چین، شبه قاره هند، استرالیا، گینه نو، آسیای جنوب شرقی و جزایر متفاوت اقیانوس آرام و اقیانوس هند است.
گیاه معمولی آپارتمانی Epipremnum aureum که با نام پتوس نیز شناخته می‌شود، زمانی در زیر جنس پتوس طبقه‌بندی می‌شد. نگهداری این گیاه به راحتی قابل انجام است و نیز به سهولت می‌توان آن را تکثیر نمود.
Neo P1 پی وان نو، یک گونه از پتوس مهندسی ژنتیک شده‌است که برای حذف ترکیبات آلی فرار از هوای محیط طراحی و تکثیر شده‌است.